# Żniatyn
Żniatyn (dawniej Zniatyn) – wieś w Polsce położona w województwie lubelskim, w powiecie hrubieszowskim, w gminie Dołhobyczów.
W latach 1954–1972 funkcjonowała gromada Żniatyn. W latach 1975–1998 miejscowość administracyjnie należała do województwa zamojskiego. 
Wieś stanowi sołectwo gminy Dołhobyczów. Według Narodowego Spisu Powszechnego (III 2011 r.) liczyła 176 mieszkańców i była dziesiątą co do wielkości miejscowością gminy.
Wieś jest siedzibą rzymskokatolickiej parafii św. Michała Archanioła w Żniatynie.

## Historia

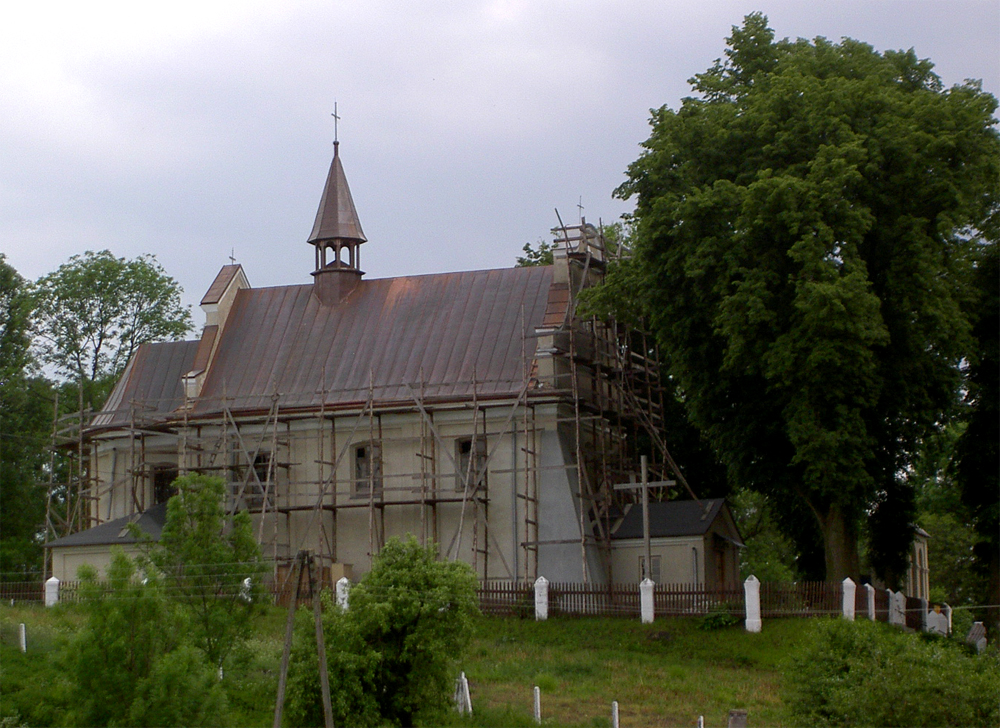
Kościół w Żniatynie (na zdjęciu remont)

Pierwsza wzmianka o wsi pochodzi z roku 1473. Wedle rejestru z 1564 r. było tu  5 łanów (84 ha) gruntów uprawnych. W 1596 roku wieś była posiadaniu rodu Lipskich herbu Grabie. W I połowie XVIII stulecia wieś przeszła do Rostkowskich. W 1732 majętność darowana była przez nich klasztorowi dominikanów z Bełza, zaś w 1748 dominikanom lubelskim. W końcu XVIII w. na powrót staje się wsią szlachecką - tym razem przechodzi do Hadziewiczów. Znajduje się tam kościół parafialny wzniesiony na wysokim wzgórzu w 1790 roku, który służył (aż do 1928 roku) jednocześnie greko- i rzymsko-katolikom. Działa w nim Parafia św. Michała Archanioła w Żniatynie. W 1890 r. wieś liczyła 115 domów i 641 mieszkańców. Spis z r. 1921 (wówczas w powiecie sokalskim województwa lwowskiego) wykazywał 121 domów oraz 752 mieszkańców, w tym 33 Żydów i aż 492 Ukraińców.
W marcu 1944 r. nacjonaliści ukraińscy z OUN - UPA zamordowali tutaj 72 Polaków, rabując i paląc polskie zagrody oraz kościół i plebanię.

## Zabytki
- barokowy kościół murowany z 1790 roku, fundacji Jakuba Hadziewicza, odnawiany w roku 1874 i w 1925
- obok opisanego kościoła, w końcu XIX w. istniała we wsi także drewniana cerkiew pounicka
- kapliczka z XIX wieku

## Urodzeni w Żniatynie
- Franciszek Skopal (1885–1917/1918), lekkoatleta, miotacz,  uzyskał wynik 47,37 m, który został uznany za pierwszy oficjalny rekord Polski w rzucie oszczepem.
- Lubomir Włodzimierz Baran (1937–2009), geodeta, członek PAN, przewodniczący Komitetu Geodezji PAN.

W roku 1945 koło Żniatynia zginął Marijan Łukaszewycz.